# Castillo de Camañas
El castillo de Camañas es un castillo de los siglos XIII y XIV situado en una loma junto a la localidad turolense de Camañas (España). Del castillo queda un recinto rectangular de mampostería con los muros rebajados y un torreón de tapial y piedra y con sillería en su base; todo ello rebajado. En el espacio que ocupa el ábside semicircular de la ermita de la Virgen del Consuelo, del siglo XIII, había otro torreón, que era de planta cuadrada. La ermita fue primero capilla del castillo, para pasar a ser posteriormente la primera iglesia parroquial.
El castillo fue de origen musulmán. En 1174, Alfonso II de Aragón entregó la fortaleza a la Orden del Santo Redentor de Alfambra para que se repoblara la zona tras su conquista a los musulmanes. Pasó a la Orden del Temple en 1196 y a principios del siglo XIV a la Orden del Hospital. El castillo fue restaurado en 1357 por orden de Pedro IV de Aragón para hacer frente a la amenaza de Castilla durante la Guerra de los Dos Pedros. Se trata de uno de los pocos castillos en la península ibérica pertenecientes a la Orden de Monte Gaudio, junto al castillo de Alfambra.
Fue declarado Bien de Interés Cultural del Patrimonio Cultural Aragonés junto a la ermita de la Virgen del Consuelo, según la disposición adicional segunda de la Ley 3/1999, de 10 de marzo. La publicación del listado de bienes fue realizada el 22 de mayo de 2006.